# 堤哲長
堤 哲長（つつみ あきなが）は、幕末の公家。通称は大膳大夫、右京大夫、右兵衛督。

## 経歴
山城国京都で、堤維長の長男として生まれ、従兄弟堤言長の養子となる。天保12年12月14日（1842年1月25日）に元服し昇殿を許され大和権介に任じられる。嘉永6年1月21日（1853年2月28日）大膳大夫、元治元年7月10日（1864年2月28日）右京大夫を経て、明治2年3月、右兵衛督となる。この間、文久3年8月（1863年）近習、その後、四次にわたって議奏加勢を務める。
慶応4年1月（1868年）林和靖間詰を経て、同年2月20日（1868年3月13日）参与、制度事務局補となる。同年閏4月（5-6月）近習に転じた。
岸派の絵を得意としたとされ、「歌絵」（勝興寺蔵）、「孝明天皇尊影」（泉涌寺蔵）などの作品が残っている。

## 系譜
- 父：堤維長
- 母：清閑寺貞子（清閑寺昶定三女）[1][2]
- 養父：堤言長
- 妻：山本芝野（清容院、山本縫殿長女）[1]
- 二男：松崎万長（甘露寺勝長養子）[1]
- 三男：亀井茲明（亀井茲監養子）[1]
- 養子：堤功長（甘露寺愛長五男、貴族院子爵議員）[1]